# エスタディオ・デ・ラ・コンドミーナ
エスタディオ・デ・ラ・コンドミーナ (Estadio de La Condomina) は、スペイン・ムルシア州ムルシアにあるサッカースタジアムで、リーガ・エスパニョーラに所属する、レアル・ムルシアの旧ホームスタジアムであり、UCAMムルシアのホームスタジアム。開場は、1924年12月24日。現在の収容人数は6500人。開場当時は、16000人以上の収容を可能とし、観客席の他にも審判用の更衣室、選手用の更衣室がある。サッカーだけでなく、コンサートやスポーツイベントでも、使用されている。

## 歴史

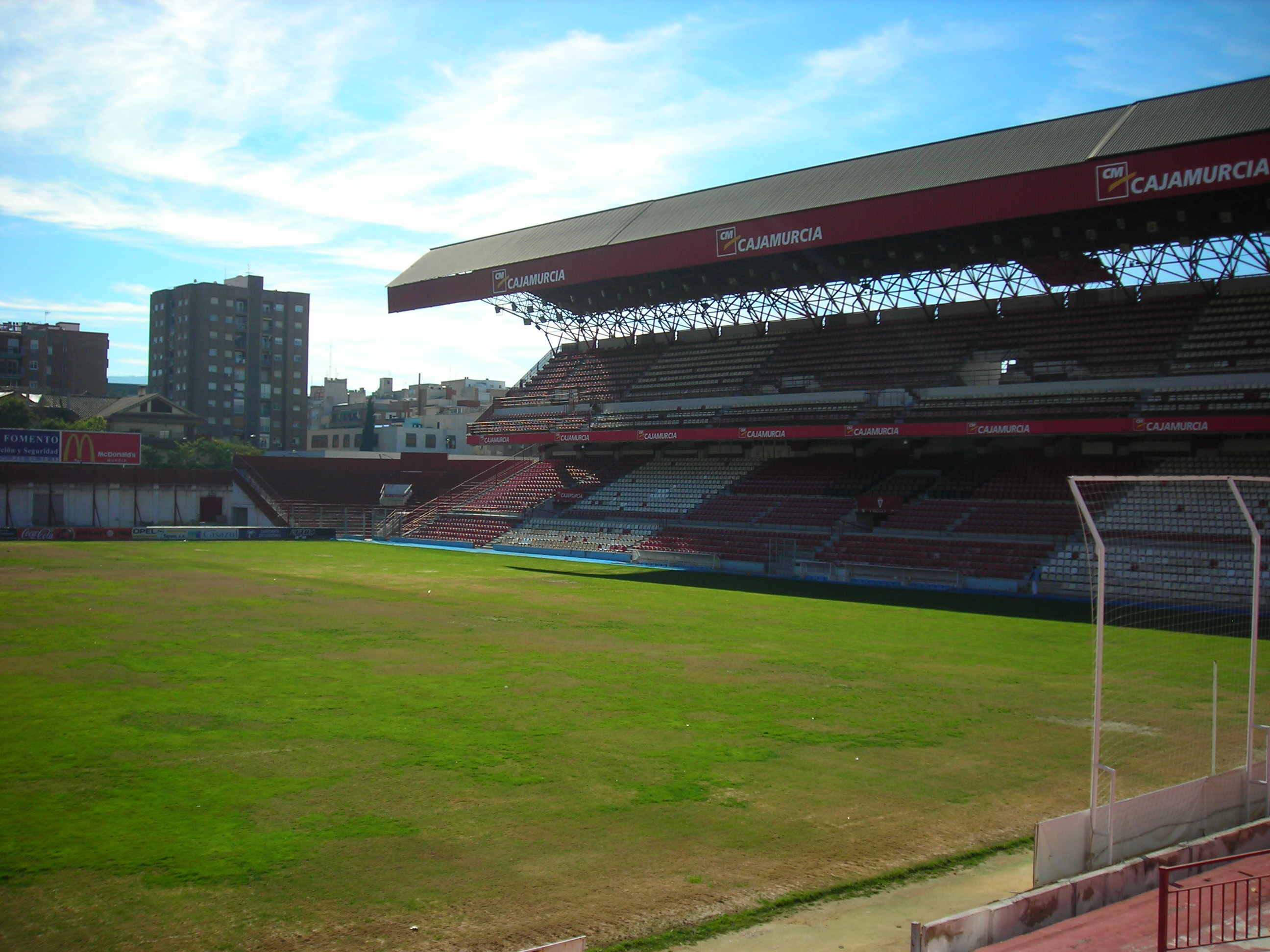
改装前のラ・コンドミーナ

### レアル・ムルシア
1924年の開場から、2006年のエスタディオ・ヌエバ・コンドミーナの開場までラ・コンドミーナを使用し続けた。

### シウダ・デ・ムルシア
1999年のクラブ創設期から、クラブが売却され、本拠地をグラナダに移し、グラナダ74CFとなるまでの約8年間ラ・コンドミーナを使用した。

### UCAMムルシア
2014年からラ・コンドミーナを使用開始した。